# Turanium badenkoi
Turanium badenkoi é uma espécie de coleóptero da tribo Callidiini (Cerambycinae), com distribuição apenas no Casaquistão.

## Sistemática
- Ordem Coleoptera
  - Subordem Polyphaga
    - Infraordem Cucujiformia
      - Superfamília Chrysomeloidea
        - Família Cerambycidae
          - Subfamília Cerambycinae
            - Tribo Callidiini
              - Gênero Turanium
                - T. badenkoi (Danilevsky, 2001)